# 蘭沃斯 (加利福尼亞州)
蘭沃斯（英語：Langworth）是位於美國加利福尼亞州斯坦尼斯洛斯縣的一個非建制地區。該地的面積和人口皆未知。

## 地理
蘭沃斯的座標為37°46′09″N 120°53′29″W / 37.76917°N 120.89139°W，而該地的平均海拔高度為12米（即40英尺）。